# Șoferul de taxi
Șoferul de taxi (în engleză Taxi Driver) este un film din 1976 regizat de Martin Scorsese și scris de Paul Schrader. Acțiunea filmului se desfășoară în New York-ul anilor 70. Actorii principali ai filmului sunt Robert De Niro care îl interptează pe Travis Bickle, un singuratic șofer de taxi, și Jodie Foster, o tânără prostituată.

## Synopsis
Travis Bickle (De Niro), veteran al războiului din Vietnam, este un tânăr alienat și instabil care încearcă să îl asasineze pe senatorul new-yorkez Charles Palantine.

## Distribuția
- Robert De Niro: Travis Bickle
- Jodie Foster:  "Easy" Iris
- Harvey Keitel:  "Sport" Matthew
- Cybill Shepherd:  Betsy
- Peter Boyle:  "Wizard"
- Albert Brooks:  Tom
- Leonard Harris:  Charles Palantine

## Premii
Câștigate
- Festivalul de film de la Cannes – Palme d’Or
- Premiul Criticilor de film din New York pentru cel mai bun actor – (Robert De Niro)
- Premiul BAFTA pentru actriță în rol secundar – (Jodie Foster)
- Premiul BAFTA pentru cel mai bun debut – (Jodie Foster)
- Premiul BAFTA pentru muzică de film – (Bernard Herrmann)

Nominalizări
- Premiul Oscar pentru cel mai bun film
- Premiul BAFTA pentru cel mai bun film
- Premiul BAFTA pentru regizor – (Martin Scorsese)
- Premiul Oscar pentru cel mai bun actor – (Robert De Niro)
- Globul de Aur pentru cel mai bun actor dramatic   - (Robert De Niro)
- Premiul Oscar pentru Actriță în Rol Secundar – (Jodie Foster)
- Premiul Oscar pentru muzică de film – (Bernard Herrmann)
- Premiul Grammy pentru coloana sonoră – (Bernard Herrmann)
- Premiul BAFTA pentru montaj – (Marcia Lucas, Tom Rolf, Melvin Shapiro)
- Globul de Aur pentru scenariu – (Paul Schrader)